# لتور دو پلز
شهر لتور دو پلز  در بخش وو وه در ایالت وو در کشور سوئیس واقع شده‌است که ۱۰٬۴۰۰ نفر جمعیت دارد.

## نگارخانه

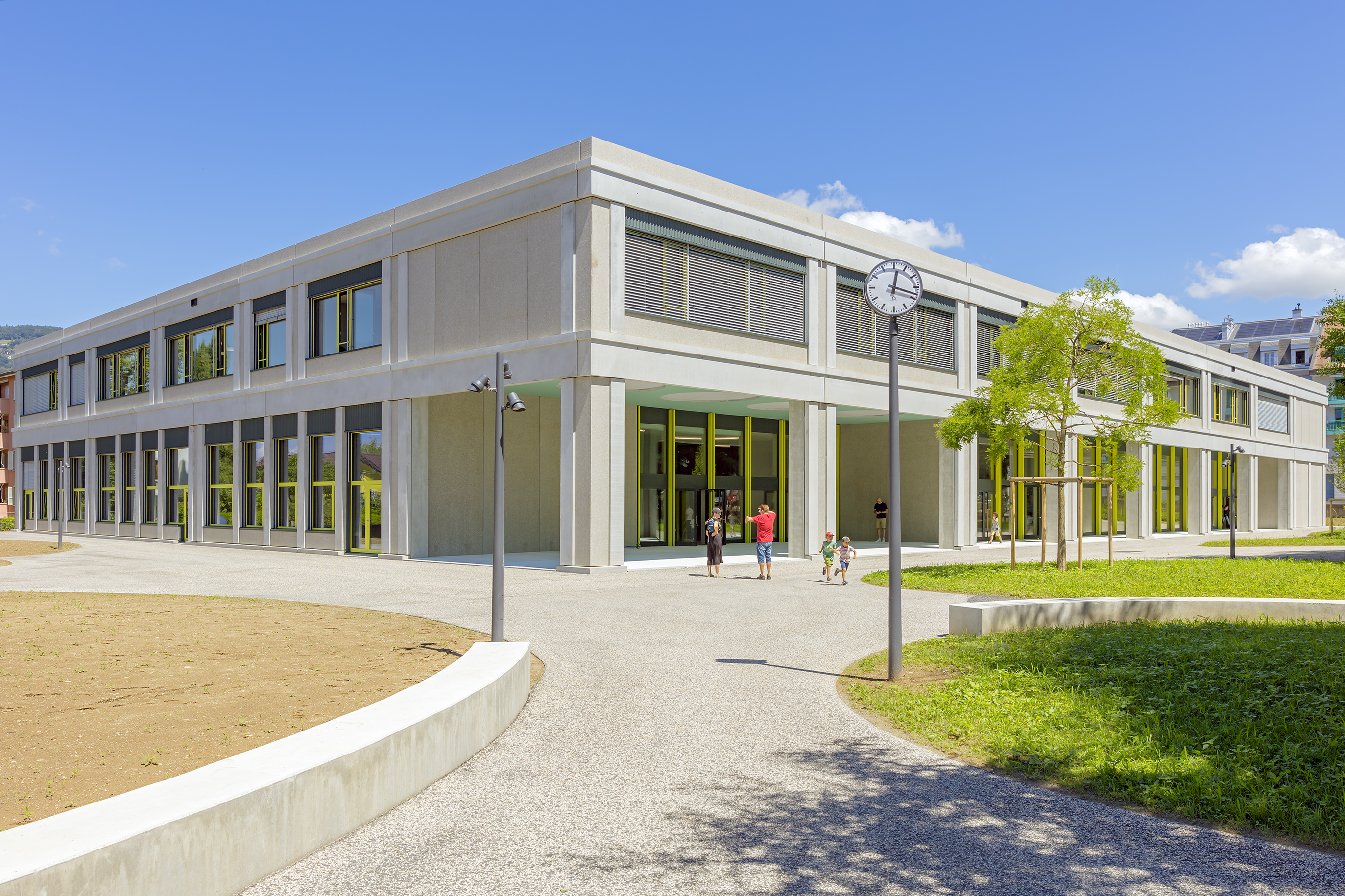
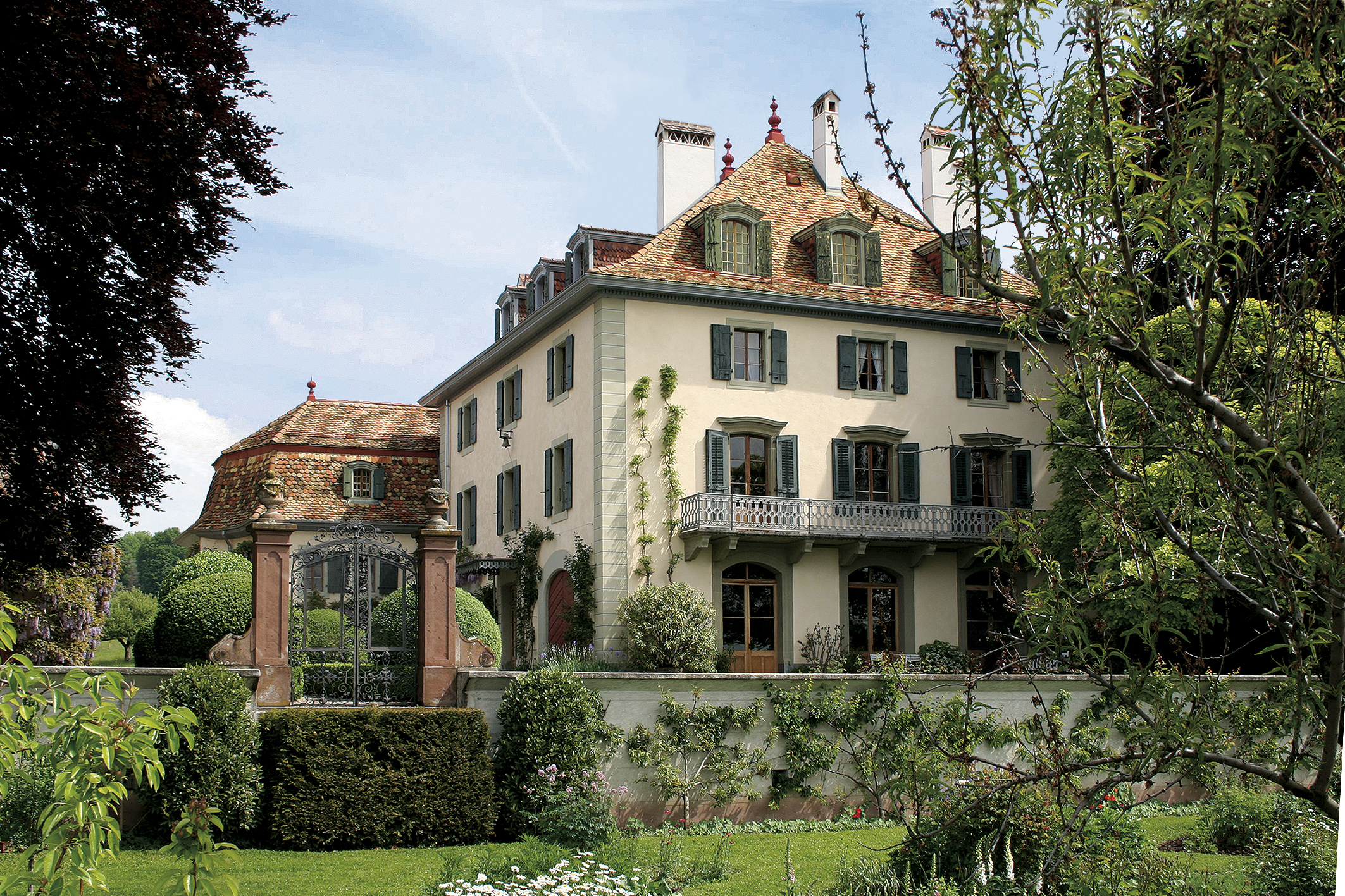
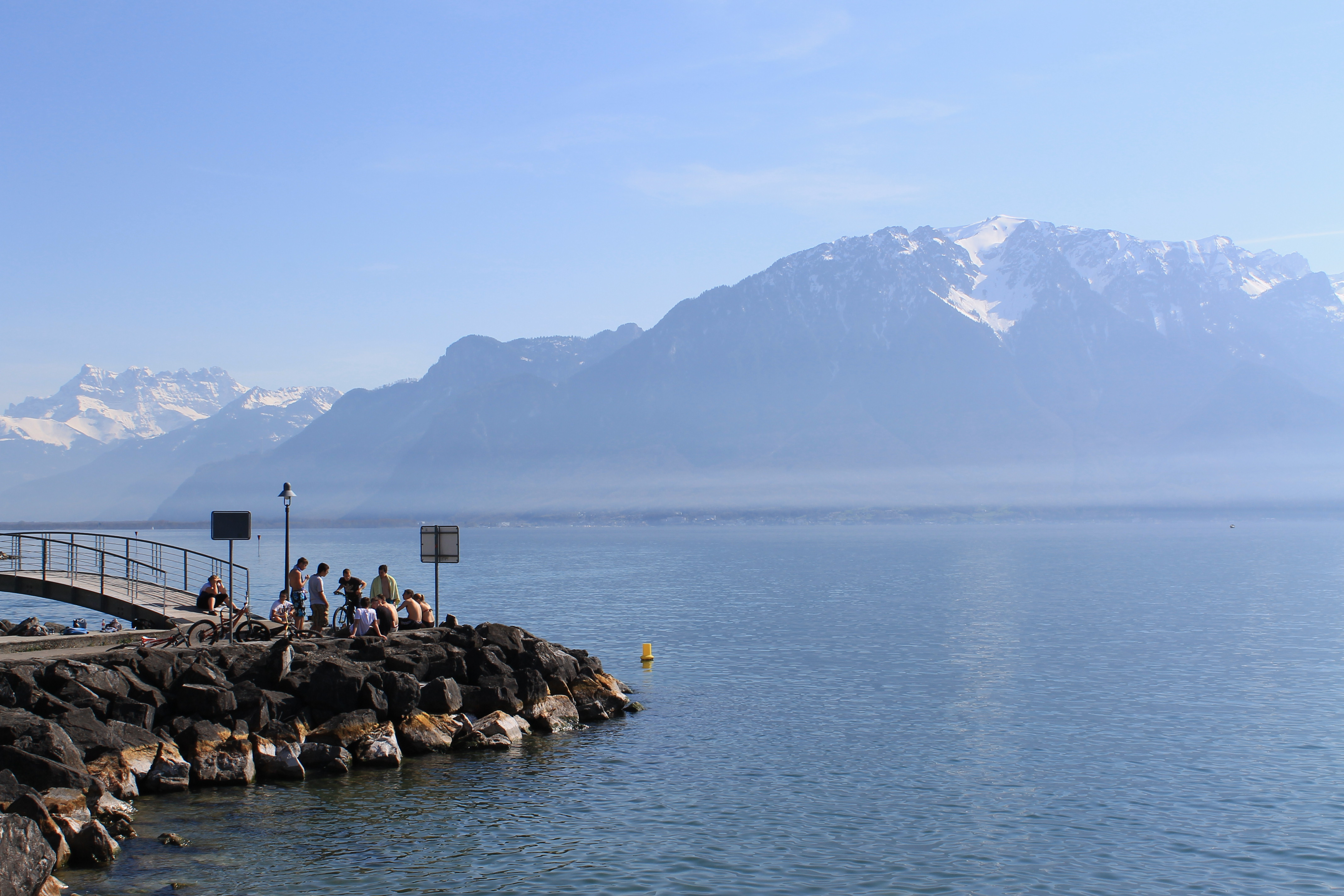
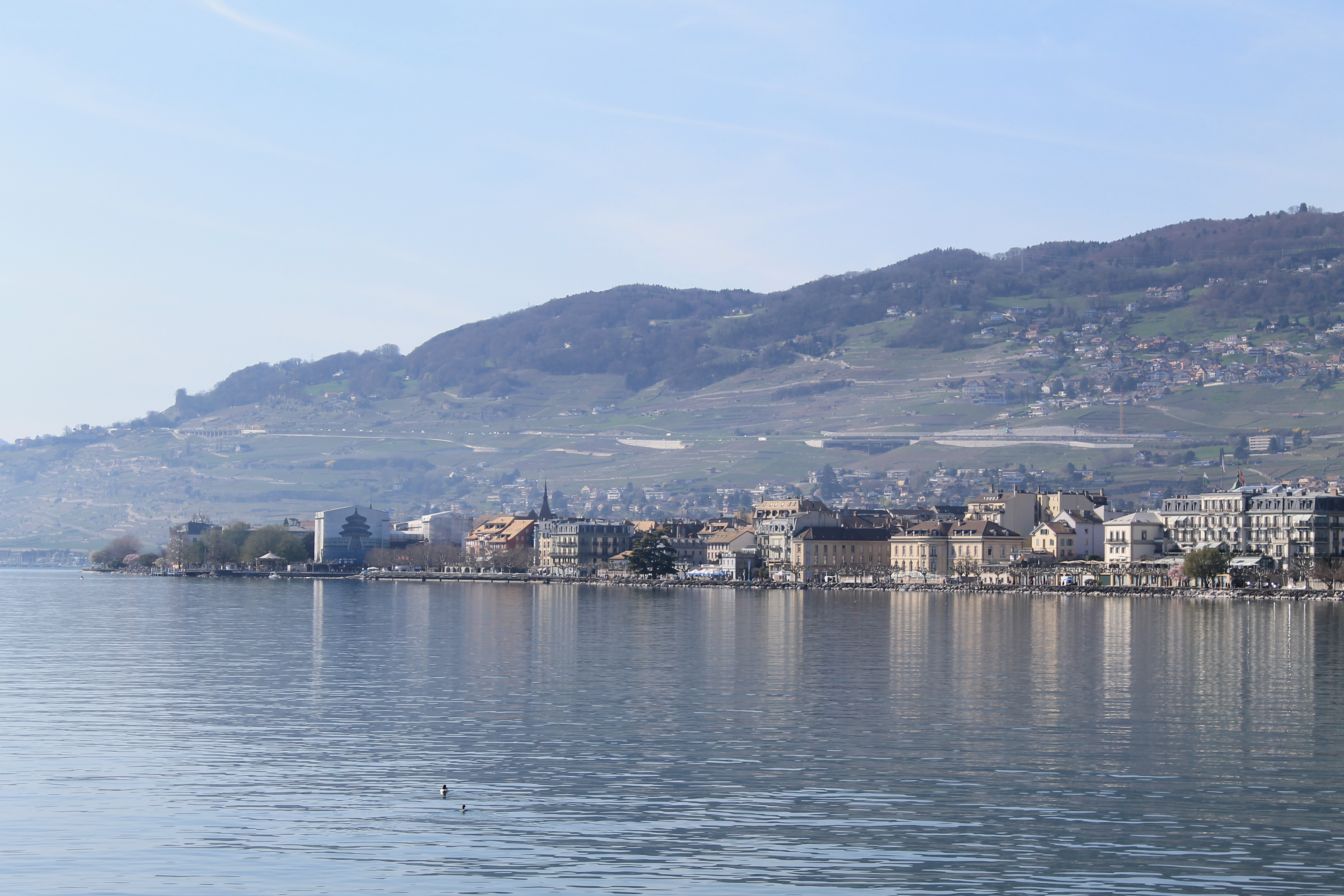